# Settimio di Jesi
Settimio di Jesi (Germania, ... – Jesi, 5 settembre 307) è stato un vescovo romano, venerato come martire e protovescovo di Jesi.

## Biografia
Nacque in Germania dove fece degli studi liberali e vita militare. Si convertì al cristianesimo contro il volere della famiglia e così si trasferì in Italia. Iniziando a predicare la fede cristiana a Milano, scappò a Roma nel 303 in seguito all'inizio della persecuzione di Diocleziano.
Nella capitale converte molte genti, tanto che papa Marcello I lo consacrò vescovo di Jesi. Nella città marchigiana vi fonda la prima cattedrale, dedicata al Santissimo Salvatore, ma ben presto entra in collisione con il giudice romano Florenzio che gli impose di compiere un sacrificio agli dei entro cinque giorni, secondo l'editto imperiale. Settimio continuò ad operare conversioni e miracoli, per cui, allo scadere del termine fissato dal giudice, il 5 settembre del 307, venne decapitato.

## Fonti agiografiche
Gli Acta della vita di Settimio di Jesi furono pubblicati per la prima volta nell'Ufficio proprio stampato nel 1624 e riprodotto integralmente negli Acta Sanctorum nel 1757. Gli editori bollandisti fecero tuttavia notare come questi atti non avevano alcun valore storico, in quanto similia sunt vitiosis Actis S. Emigdii episcopi martyris Asculani ossia che la biografia di san Settimio riprendeva quasi testualmente la vita di sant'Emidio d'Ascoli, a sua volta ritenuta "viziosa". Lanzoni commenta che la totale ignoranza su chi fosse Settimio, portò gli estensori della sua biografia a copiarne le note salienti da quella di sant'Emidio di Ascoli.
Tuttavia il culto a san Settimio iesino risale almeno al XIII secolo, e questo porterebbe, secondo Giovanni Lucchesi, a due possibili interpretazioni: o Settimio fu veramente martire, ma non vescovo di Jesi, e allora potrebbe identificarsi col diacono Settimio (o Settimo) martire a Salona, il cui culto, secondo Lanzoni, è attestato nel Piceno da antica data, assieme ad altri santi dalmati; oppure, Settimio fu veramente vescovo, e forse protovescovo di Jesi, ma non martire, e a lui si deve la costruzione della primitiva cattedrale jesina.

## Culto

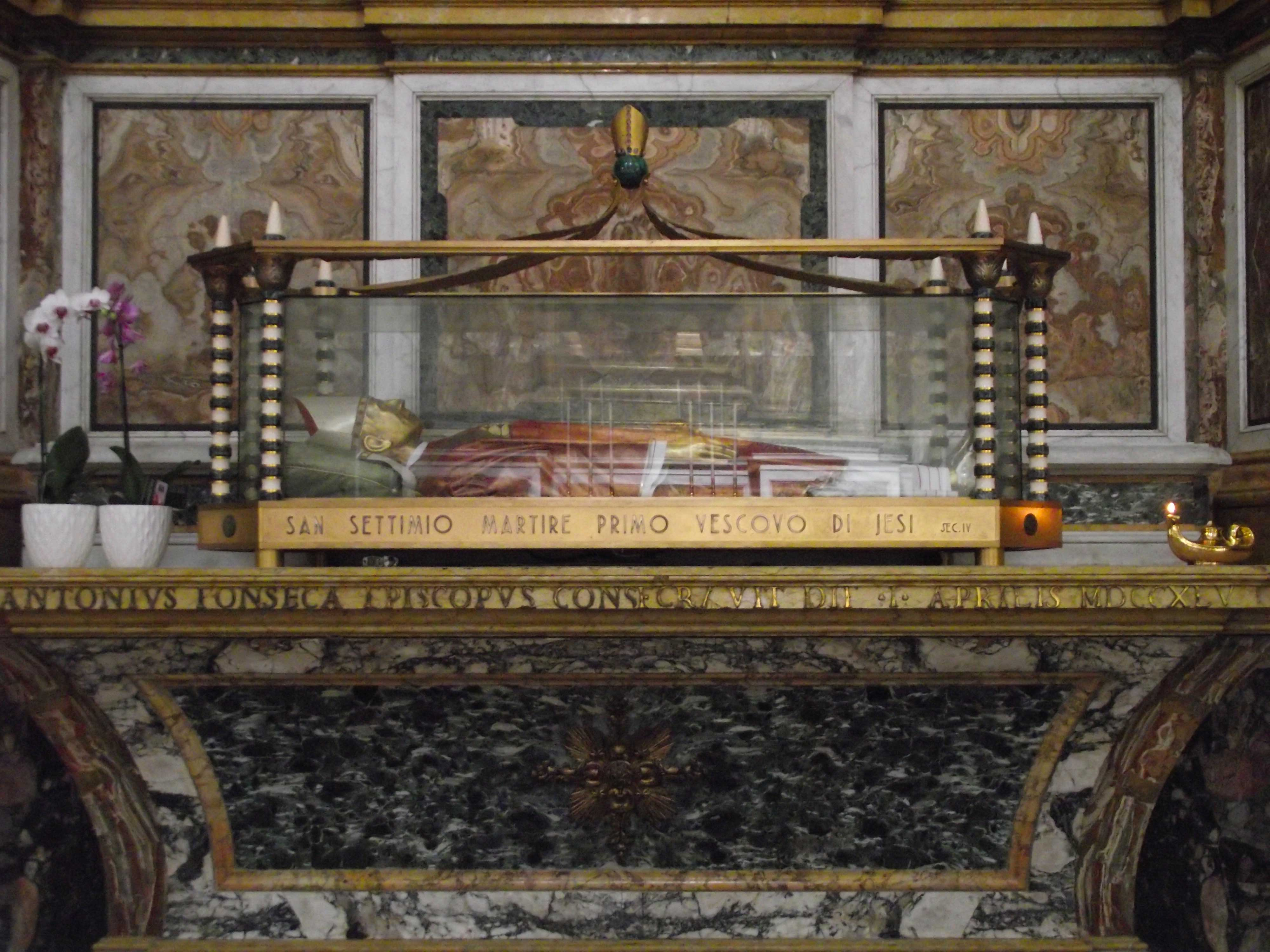
La teca con il corpo di San Settimio, al Duomo di Jesi

Anche se il suo corpo venne ritrovato solo nel 1469 e quindi traslato in duomo, e nel 1623 gli venne consacrato un primo altare, il suo culto è molto anteriore in quanto la cattedrale di Jesi era già intitolata a san Settimio almeno fin dal 1208.
La sua celebrazione, che fino al 1623 era al 5 settembre, venne in seguito fissata al 22 settembre.
Patrono della diocesi di Jesi, a lui è consacrata la cattedrale di Jesi, ove sono conservate le sue reliquie.